# Sclerocactus blainei
Sclerocactus blainei là một loài thực vật có hoa trong họ Cactaceae. Loài này được S.L. Welsh & K.H. Thorne miêu tả khoa học đầu tiên năm 1985.